# ماري ألين ويلكيس
ماري الين ويلكس (بالإنجليزية: Mary Allen Wilkes)‏ ولدت في 25 سبتمبر عام 1937 في شيكاغو، لينويس. مبرمجة حاسوب، واشتهرت لعملها مع حاسوب LINC. تخرجت من جامعة ويليسلي عام 1959. لم تساعد ماري ألين ويلكس فقط في تطوير ما يُعد الآن «الحاسوب الشخصي» الأول - ولكنها كانت أيضًا أول شخص يأتي بجهاز الحاسوب في منزله. عملت ويلكس على جهاز حاسوب مخبري كمبرمج ومعلم تعليمات. يرجع الفضل لها في كتابة دليل برنامج تشغيل ذلك الجهاز، وكانت أيضًا مبرمج نظام تشغيل LAP6 الخاص به. وفي مقابلة بعام 2011، كشفت أنها كانت تأخذ معها الجهاز الحاسوب المخبري من أجل كتابة نظام التشغيل، مما ساعد على جعل العمل عن بعد حقيقة بالنسبة للكثيرين منا اليوم.

## مختبر لينكولن MIT
عملت ويكس في مختبر لينكولن ام أي تي 1959-1963 .في تلك الاثناء، عملت على محاكاة جهاز حاسب للمختبرات على حاسوب TX-2 [11]. أيضا كتبت معظم نظم التشغيل للحاسوب LINC وتصميم واجهات LINC (خلال ذلك الوقت، استخدمت حاسوب في منزلها، واعتبر كأول مستخدم حاسوب منزلي 1965) وهذا الادعاء مستقل عن تعريف الحاسب المنزلي.

## جامعة واشنطن
في عام 1965 غادرت ويلكس MIT وبدأت العمل في مختبر أنظمة الكمبيوتر في جامعة واشنطن في سانت لويس، وصممت macromodul المتضاعف.

## الشهرة
تم ملاحظتها في مجال علوم الحاسوب لعدة أسباب:
- تطوير نموذج رابط التجميع في لغة البرمجة والمستخدم في مترجم البرمجة الحديثة.
- كما يعتبر البعض أنها أول شخص استخدام جهاز كمبيوتر المنزل، واعتمادا على تعريف «كمبيوتر المنزل»، تم اعتبارها أول مستخدمة لحاسوب المنزل قبل ويلكس
- إطلاق وتنفيذ نظام التشغيل الأول للربط بين البرنامج وأجهزة الحاسوب.